# Лепе, Диего де
Диего де Лепе (исп. Diego de Lepe; 1460, Палос-де-ла-Фронтера, Уэльва — 1515, Португалия) — испанский мореплаватель и конкистадор, который в 1499-1500 годах совершил плавание к берегам Южной Америки на Северо-Востоке сегодняшней Бразилии и побережья сегодняшних Суринама и всей Гвианы, Венесуэлы, Тринидад и Тобаго, поднялся по Амазонке на 400 км вверх по течению реки. В ходе его экспедиции в 1500 году также было впервые нанесено на карту побережье нынешней страны Суринам и даны названия открытым Диего де Лепе мысам.

## Экспедиции Диего де Лепе

### Первая экспедиция.
Первая экспедиция (мореплавание) Диего де Лепе в 1499 году к Вест-Индии не удалась.

### Вторая экспедиция
В декабре 1499 года он начал свою вторую экспедицию по маршруту мореплавателя Висенте Яньеса Пинсона, которая прошла южнее вдоль побережья. Два корабля Диего де Лепе вышли из порта Палос, на юге Испании, в середине декабря 1499 год. Навигатором (штурманом) в этой экспедиции был Бартоломей Рольдан. По мнению некоторых историков, конкистадоры во главе с Диего де Лепе высадились на широте 5° 30' ю.ш. на побережье Южной Америки (сегодня это территория Бразилии) 12 февраля 1500 года и проследовали на юг, дойдя до мыса Сан-Агустин (ныне мыс Кабу-Бранку 7° 09' ю.ш.).
Таким образом, Диего де Лепе высадился в Бразилии до прибытия на территорию Бразилии экспедиции Пе́дру А́лвареш Кабра́л, который достиг побережья Бразилии в апреле 1500 года. После экспедиция последовала дальше на юго-запад до широты 9° 30' ю.ш., исследовав таким образом около 250 км побережья сегодняшней Бразилии. Так экспедиция Диего де Лепе определила, что южнее побережье Южной Америки имеет направление на юго-запад, что, очевидно, являлось одной из целей экспедиции.
Не найдя ничего ценного, Диего де Лепе повернул назад и пошёл на север и северо-восток вдоль побережья Южной Америки, исследованного за 2 месяца до него мореплавателем Висенте Яньес Пинсон, с целью охоты на рабов. Индейцы, наученные горьким опытом при общении с людьми Пинсона, оказали такое сопротивление, что Лепе пришлось отступить после потери 11 человек.
В апреле 1500 года экспедиция в Диего де Лепе первый раз поднялась по Амазонке на расстояние около 400 км вверх по течению реки. После Амазонки корабли дошли до побережья Венесуэлы и затем достигла залива Париа острова Тринидад, где местные индейцы встретили испанцев с оружием в руках — но на этот раз победили испанцы.
В ходе его экспедиции в 1500 году также было впервые нанесено на карту побережье исследованых им земель, в том числе побережье нынешней страны Суринам, и даны некоторые названия открытым им мысам. На двух кораблях были привезены несколько сотен рабов, которые были проданы в Испании по возвращению экспедиции в конце июля 1500 года. Однако, некоторые историки утверждают, что Диего де Лепе вернулся в сентябре 1500 года. Таким образом, экспедиция Диего де Лепе исследовала около 500 км Восточного побережья Южной Америки между 5° 30' и 9° 30' южной широты.
Однако, по мнению некоторых историков, португалец Дуарте Пашеку Перейра (порт. Duarte Pacheco Pereira) пришёл в северо-восточную Бразилию в 1498 году, на два года раньше Висенте Яньес Пинсон, Диего де Лепе и Пе́дру А́лвареш Кабра́л. А Висенте Яньес Пинсон (по некоторым сведениям Пинсон — двоюродный брат Диего де Лепе) прибыл к берегам Южной Америки на остров Маражо (порт. Marajó) в январе 1500 года. Путешествие Пинсон и Лепе и прибытия обоих в Бразилию не появляется в большинстве работ по официальной истории Бразилии, так как по Тордесильясскому договору 1494 года восточное побережье тогда ещё неизвестной Бразилии уже было отнесено к Португалии.

### Подготовка к третьей экспедиции.
После возвращении на Пиренейский полуостров Диего де Лепе готовил третье путешествие, но скончался в Португалии во время его подготовки.

## Географические названия, данные второй экспедицией Диего де Лепе
Мыс Ка́бу-Бра́нку (порт. Cabo Branco — «белый мыс») в Бразилии, в 8 км к северо-востоку от города Жуан-Песоа, был открыт испанским мореплавателем Диего де Лепе в 1500 году и назван в честь Святого Августина — Сан-Агустин.